# US SuperTour w biegach narciarskich 2024/2025
US SuperTour w biegach narciarskich 2024/2025 to kolejna edycja tego cyklu zawodów. Rywalizacja rozpoczęła się 12 grudnia 2024 r. w amerykańskim Cable, a zakończyła 30 marca 2025 r. w amerykańskim Lake Placid.
W poprzednim sezonie tego cyklu najlepsi byli Amerykanie: Alayna Sonnesyn i Michael Earnhart.
Tym razem zdobywcami pucharu zostali: reprezentantka Szwecji Erica Lavén oraz reprezentant Stanów Zjednoczonych John Steel Hagenbuch.

## Kalendarz i wyniki

### Kobiety
| Lp. | Data             | Miejscowość   | Dystans                            | 1. miejsce                                             | 2. miejsce                                         | 3. miejsce                                                                           |
| --- | ---------------- | ------------- | ---------------------------------- | ------------------------------------------------------ | -------------------------------------------------- | ------------------------------------------------------------------------------------ |
| 1.  | 12 grudnia 2024  | Cable         | Sprint s. dowolnym (1.3 km)        | Anabel Needham                                         | Mariel Merlii Pulles                               | Tilde Bångman                                                                        |
| 2.  | 14 grudnia 2024  | Cable         | Sprint s. klasycznym (1.3 km)      | Erica Lavén                                            | Mariel Merlii Pulles                               | Emma Albrecht                                                                        |
| 3.  | 15 grudnia 2024  | Cable         | 10 km s. dowolnym                  | Erica Lavén                                            | Tilde Bångman                                      | Nina Seemann                                                                         |
| 4.  | 17 grudnia 2024  | Cable         | 20 km s. klasycznym (start masowy) | Erica Lavén                                            | Tilde Bångman                                      | Nina Seemann                                                                         |
| 5.  | 2 stycznia 2025  | Anchorage     | 10 km s. dowolnym                  | Kate Oldham                                            | Kendall Kramer                                     | Erica Lavén                                                                          |
| 6.  | 4 stycznia 2025  | Anchorage     | Sprint s. klasycznym (1.3 km)      | Erica Lavén                                            | Mariel Merlii Pulles                               | Sammy Smith                                                                          |
| 7.  | 5 stycznia 2025  | Anchorage     | 20 km s. klasycznym (start masowy) | Kendall Kramer                                         | Erica Lavén                                        | Lauren Jortberg                                                                      |
| 8.  | 7 stycznia 2025  | Anchorage     | Sprint s. dowolnym (1.3 km)        | Mariel Merlii Pulles                                   | Erica Lavén                                        | Kate Oldham                                                                          |
| 9.  | 24 stycznia 2025 | Bozeman       | 20 km s. dowolnym (start masowy)   | Erica Lavén                                            | Sydney Palmer-Leger                                | Tilde Bångman                                                                        |
| 10. | 25 stycznia 2025 | Bozeman       | Sprint s. dowolnym (1.3 km)        | Erica Lavén                                            | Eve-Ondine Duchaufour                              | Astri Reithe Lunde                                                                   |
| 11. | 26 stycznia 2025 | Bozeman       | 7.5 km s. klasycznym               | Erica Lavén                                            | Tilde Bångman                                      | Astri Reithe Lunde                                                                   |
| 12. | 22 lutego 2025   | Cable-Hayward | 50 km s. dowolnym (start masowy)   | Sydney Palmer-Leger                                    | Jessica Yeaton                                     | Lauren Jortberg                                                                      |
| 13. | 26 marca 2025    | Lake Placid   | 10 km s. dowolnym                  | Lucinda Anderson                                       | Erica Lavén                                        | Liliane Gagnon                                                                       |
| 14. | 28 marca 2025    | Lake Placid   | Sprint s. dowolnym (1.3 km)        | Julia Kern                                             | Jessie Diggins                                     | Erica Lavén                                                                          |
| —   | 29 marca 2025    | Lake Placid   | Sztafeta mieszana 20 km            | SMS T2 Rémi Drolet Julia Kern Ben Ogden Jessie Diggins | UU Brian Bushey Erica Lavén Joe Davies Selma Nevin | Alberta World Cup Academy 1 Xavier McKeever Katya Semeniuk Max Hollmann Amelia Wells |
| 15. | 30 marca 2025    | Lake Placid   | 40 km s. klasycznym (start masowy) | Jessie Diggins                                         | Julia Kern                                         | Erica Lavén                                                                          |

### Mężczyźni
| Lp. | Data             | Miejscowość   | Dystans                            | 1. miejsce                                             | 2. miejsce                                         | 3. miejsce                                                                           |
| --- | ---------------- | ------------- | ---------------------------------- | ------------------------------------------------------ | -------------------------------------------------- | ------------------------------------------------------------------------------------ |
| 1.  | 12 grudnia 2024  | Cable         | Sprint s. dowolnym (1.3 km)        | Luke Jager                                             | Graham Houtsma                                     | John Steel Hagenbuch                                                                 |
| 2.  | 14 grudnia 2024  | Cable         | Sprint s. klasycznym (1.3 km)      | Graham Houtsma                                         | Adam Witkowski                                     | John Steel Hagenbuch                                                                 |
| 3.  | 15 grudnia 2024  | Cable         | 10 km s. dowolnym                  | John Steel Hagenbuch                                   | Will Koch                                          | Rémi Drolet                                                                          |
| 4.  | 17 grudnia 2024  | Cable         | 20 km s. klasycznym (start masowy) | Luke Jager                                             | John Steel Hagenbuch                               | Brian Bushey                                                                         |
| 5.  | 2 stycznia 2025  | Anchorage     | 10 km s. dowolnym                  | John Steel Hagenbuch                                   | Andreas Kirkeng                                    | Walker Hall                                                                          |
| 6.  | 4 stycznia 2025  | Anchorage     | Sprint s. klasycznym (1.3 km)      | Andreas Kirkeng                                        | Luke Jager                                         | Michael Earnhart                                                                     |
| 7.  | 5 stycznia 2025  | Anchorage     | 20 km s. klasycznym (start masowy) | Andreas Kirkeng                                        | John Steel Hagenbuch                               | Luke Jager                                                                           |
| 8.  | 7 stycznia 2025  | Anchorage     | Sprint s. dowolnym (1.3 km)        | Michael Earnhart                                       | Walker Hall                                        | Carl Rune                                                                            |
| 9.  | 24 stycznia 2025 | Bozeman       | 20 km s. dowolnym (start masowy)   | John Steel Hagenbuch                                   | Joe Davies                                         | Brian Bushey                                                                         |
| 10. | 25 stycznia 2025 | Bozeman       | Sprint s. dowolnym (1.3 km)        | Michael Earnhart                                       | Anders Weiss                                       | Eemil Juntunen                                                                       |
| 11. | 26 stycznia 2025 | Bozeman       | 7.5 km s. klasycznym               | John Steel Hagenbuch                                   | Andreas Kirkeng                                    | Florian Knopf                                                                        |
| 12. | 22 lutego 2025   | Cable-Hayward | 50 km s. dowolnym (start masowy)   | Gérard Agnellet                                        | David Norris                                       | Michael Earnhart                                                                     |
| 13. | 26 marca 2025    | Lake Placid   | 10 km s. dowolnym                  | John Steel Hagenbuch                                   | Joe Davies                                         | Graham Houtsma                                                                       |
| 14. | 28 marca 2025    | Lake Placid   | Sprint s. dowolnym (1.3 km)        | Ben Ogden                                              | Gus Schumacher                                     | Xavier McKeever                                                                      |
| —   | 29 marca 2025    | Lake Placid   | Sztafeta mieszana 20 km            | SMS T2 Rémi Drolet Julia Kern Ben Ogden Jessie Diggins | UU Brian Bushey Erica Lavén Joe Davies Selma Nevin | Alberta World Cup Academy 1 Xavier McKeever Katya Semeniuk Max Hollmann Amelia Wells |
| 15. | 30 marca 2025    | Lake Placid   | 40 km s. klasycznym (start masowy) | John Steel Hagenbuch                                   | Gus Schumacher                                     | Rémi Drolet                                                                          |

## Klasyfikacje
| Lp. | Zawodniczka           | Punkty |
| --- | --------------------- | ------ |
| 1.  | Erica Lavén           | 491    |
| 2.  | Mariel Merlii Pulles  | 271    |
| 3.  | Kate Oldham           | 246    |
| 4.  | Erin Bianco           | 213    |
| 5.  | Emma Albrecht         | 180    |
| 6.  | Tilde Bångman         | 175    |
| 7.  | Selma Nevin           | 168    |
| 8.  | Lucinda Anderson      | 148    |
| 9.  | Eve-Ondine Duchaufour | 146    |
| 10. | Kendall Kramer        | 132    |

| Lp. | Zawodnik             | Punkty |
| --- | -------------------- | ------ |
| 1.  | John Steel Hagenbuch | 429    |
| 2.  | Michael Earnhart     | 297    |
| 3.  | Luke Jager           | 243    |
| 4.  | Andreas Kirkeng      | 208    |
| 5.  | Garrett Butts        | 196    |
| 6.  | Reid Goble           | 175    |
| 7.  | Graham Houtsma       | 173    |
| 8.  | Brian Bushey         | 171    |
| 9.  | Will Koch            | 158    |
| 10. | Walker Hall          | 145    |